# Воронино (Удмуртия)
Воронино — деревня в Юкаменском районе Удмуртии, в составе Ертемского сельского поселения.

## География
Улицы:
- Дружбы
- Сибирская

## Население
По состоянию на 2007 год в деревне проживает 1 человек.